# Harry Potter (rugby à XV)
Pour les articles homonymes, voir Harry Potter (homonymie).
Pas d'image ? Cliquez ici

a Compétitions nationales et continentales officielles uniquement.

b Matchs officiels uniquement.
Dernière mise à jour le 28 novembre 2024.
Harry Potter, né le 15 décembre 1997 à Wimbledon (Angleterre), est un joueur international australien de rugby à XV. Il évolue principalement au poste d'ailier dans la franchise de la Western Force en Super Rugby.

## Biographie
Harry Potter est né à Wimbledon dans le borough du sud de Londres de Merton, en Angleterre. Potter déménage à Bristol dans sa jeunesse avant de déménager à nouveau à 10 ans, cette fois-ci à l'étranger, à Melbourne, en Australie.
Passé par différentes équipes australiennes, dont les Melbourne Rising, Potter est inclus pour la première fois en août 2019 dans l'équipe des Melbourne Rebels pour la saison 2020 de Super Rugby,.
Mais alors qu'il n'a toujours pas fait ses débuts en Super Rugby, Potter signe avec les Leicester Tigers avant la saison 2020-2021. Il fait ainsi ses débuts en Premiership le 22 août 2020 contre Bath Rugby à Welford Road,.
Durant la saison 2021-2022, Leicester est éliminé en quarts de finale de la Coupe d'Europe par les Irlandais du Leinster. Cependant en championnat, le club se qualifie jusqu'en finale où il affronte les Saracens. Pour cette rencontre, Harry Potter est titulaire à l'aile et joue toute la rencontre. Son équipe s'impose en toute fin de match grâce à un drop de Freddie Burns.
Potter est éligible pour représenter les équipes d'Angleterre et d'Australie au niveau international.
À la fin de la saison 2022-2023, il est annoncé qu'il fait son départ des Leicester Tigers et retourne en Australie dans la franchise de la Western Force à partir de la saison 2024 de Super Rugby.

## Palmarès

### En club
- Vainqueur du Shute Shield en 2018 et 2019 avec le Sydney University FC.
- Vainqueur du Championnat d'Angleterre en 2022 avec les Leicester Tigers.

### Distinctions personnelles
- Membre de l'équipe type du Super Rugby en 2025.